# ディビット・アタマンチャック
ディビッド・アタマンチャック（David Atamanchuk、1951年 - ）は、カナダ出身、静岡県熱海市在住の陶芸家。

## 作風
釉薬を使わない炭彩焼締（たんさいやきしめ）を得意とする。

器を木炭と一緒に窯詰めし焼成することで、緋色やグレー、木炭が溶けて自然釉になったところは緑色など豊かな色彩と様々な景色を作り出す。

## 経歴
- 1951年 カナダ、マニトバ州に生まれる
- 1978年 文部省留学生として来日
- 1986年 静岡県熱海市下多賀に「楓窯」を築窯
- 2003年 静岡県文化奨励賞を受賞